# 漱石の犬
『漱石の犬』（そうせきのいぬ）は、2010年4月3日から2011年4月1日まで日本テレビで放送されたバラエティ番組である。

## 概要
日本テレビが主催するイベントに関連して、名画・名曲・エンターテインメントの裏側に秘められた、実はあまり知られていないストーリーを紹介する。
2011年4月1日を以て『映画情報 シネマガ』と共に終了する。後番組は『情報満喫バラエティ 週末にしたい10のこと!』。

## ナビゲーター
- 小西真奈美

## スタッフ
- 演出：服部完英
- プロデューサー：大田貴史、河村奈美
- チーフプロデューサー：高島一郎
- 制作協力：AX-ON
- 製作著作：日本テレビ